# YAM (Yet Another Mailer)
YAM (siglas de Yet Another Mailer) es un cliente de correo electrónico para AmigaOS y otros sistemas operativos derivados. Creado originalmente por Marcel Beck, en la actualidad soporta múltiples cuentas de usuario, comunicaciones encriptadas mediante OpenSSL y PGP, sistema jerárquico de carpetas y filtros ilimitados, interfaz gráfica configurable basada en MUI, extenso soporte ARexx para automatizar tareas, y la mayor parte de la funcionalidad que se espera encontrar en un cliente moderno de correo electrónico.

## Historial
La primera versión de YAM, publicada en 1995, llegó cuando Internet era algo todavía novedoso para el usuario medio de Amiga. Sin embargo, conforme fue pasando el tiempo y fueron publicándose actualizaciones de la rama 1.x original, YAM fue ganando popularidad gracias a su simplicidad y su intuitiva interfaz gráfica en un momento en el que las alternativas sólo estaban en alemán (MicroDot), eran shareware (MicroDot-II) o bien utilizaban una interfaz gráfica menos intuitiva en comparación, como Thor.
Las primeras versiones 1.x de YAM, aunque perfectamente utilizables, eran relativamente básicas y espartanas en términos de funcionalidad. No fue hasta la versión 2.0 cuando finalmente el programa empezó a demostrar todo su potencial, ofreciendo un rediseño importante de su interfaz y multitud de funcionalidades nuevas que le convirtieron a partir de entonces en el cliente de correo electrónico estándar de-facto para Amiga.
Publicado a finales del año 2000, YAM 2.2 fue la última actualización realizada por Marcel Beck, que abandonaba el desarrollo para Amiga pero publicaba el código fuente bajo la GPL. Un grupo de programadores de Amiga formaron un equipo con el fin de coordinar y seguir adelante con el desarrollo, y finalmente en 2004 se lanzó YAM 2.3, la primera versión basada en código abierto. A lo largo de la década siguiente, YAM consiguió convertirse en un programa mucho más maduro, estable y funcional, claro que durante ese tiempo el equipo de desarrollo también fue perdiendo a la mayoría de sus integrantes. Con todo, YAM sigue siendo hoy en día uno de los programas más icónicos y populares de la plataforma Amiga.

## Reconocimiento
En la cima de su popularidad, y como muestra de agradecimiento por parte de la comunidad Amiga en su conjunto, Marcel Beck recibió en 1998 el premio AAA Award International. La presentación del premio tuvo lugar en la feria World of Amiga de Londres en el Reino Unido, y estuvo patrocinada por Amiga y Cloanto con la colaboración de varios grupos de usuarios de Amiga. Marcel Beck no pudo asistir, pero en un mensaje telefónico pregrabado aseguró sentirse muy honrado por recibir el premio, y dio las gracias a los usuarios de YAM de todo el mundo.